# Stazione di Carpinone
La stazione di Carpinone è una stazione ferroviaria a servizio del comune di Carpinone, posta sulle linee Sulmona-Isernia e Campobasso-Isernia.

## Strutture e impianti
La stazione di Carpinone è gestita da Rete Ferroviaria Italiana, che la classifica nella categoria "Bronze". Il fabbricato viaggiatori si sviluppa su due piani ed è tinteggiato di azzurro. Il piano terra ospita la biglietteria, la sala d'attesa, il bar e l'ufficio movimento del Dirigente Locale, mentre il piano superiore costituisce la sede del municipio del comune. Alla sinistra del fabbricato viaggiatori (lato Sulmona e Campobasso) vi è un magazzino merci, mentre alla destra (lato Isernia) un piccolo edificio contenente i bagni pubblici e una fontana. Sono inoltre presenti fabbricati di ridotte dimensioni, ad un solo piano, che ospitano gli uffici tecnici di RFI ed un deposito attrezzi. Vicino alla stazione, proseguendo in direzione di Isernia, vi è la galleria "Del Monte".
Il piazzale si compone di tre binari più un binario tronco. Fino al 2018 era presente anche un quarto binario, poi scollegato dalla rete e successivamente rimosso del tutto. Nel dettaglio:
- Binario tronco: si trova a lato del piano caricatore del magazzino merci e veniva utilizzato per lo scalo merci; ora viene utilizzato occasionalmente come binario di sosta per i treni addetti alla manutenzione della ferrovia;
- Binario 1: è il binario di corretto tracciato verso Sulmona della linea Sulmona-Isernia (di cui ne costituisce il binario di corsa) ma deviato lato Isernia;
- Binario 2: è il binario di corsa (corretto tracciato) della linea Campobasso-Isernia;
- Binario 3: è il binario di precedenza (tracciato deviato) e viene utilizzato per effettuare gli incroci tra i treni;
- Ex binario 4: completamente rimosso, veniva utilizzato come binario di sosta per i treni addetti alla manutenzione della ferrovia.

I tre binari di circolazione sono serviti da banchina, collegati fra loro dal nuovo sottopassaggio e coperti da una pensilina in metallo. Nel piazzale è presente una colonna idraulica che veniva utilizzata in passato per rifornire di acqua i tender delle locomotive a vapore che vi circolavano.

## Movimento
Il flusso dei passeggeri è piuttosto scarso rispetto al passato ed è principalmente costituito da pendolari e studenti. Il servizio viaggiatori è espletato in esclusiva da Trenitalia, per conto della Regione Molise; la categoria di treni che fermano in questa stazione è solo di tipo regionale. Sono circa due i treni che fermano in questa stazione, con destinazione Campobasso e Vairano-Caianello. L'esercizio ordinario sulla linea per Sulmona risulta sospeso dall'11 ottobre 2010; tale linea è però aperta all'esercizio turistico, espletato dalla Fondazione FS Italiane e dall'associazione Le Rotaie, effettuato con rotabili storici in determinate occasioni. Inoltre è attivo un servizio di bus sostitutivi tra le stazioni di Castel di Sangro ed Isernia via Carpinone.

## Servizi
La stazione dispone dei seguenti servizi:
- Biglietteria automatica
- Sala d'attesa
- Servizi igienici
- Bar